# Kurier Zawierciański
Kurier Zawierciański – tygodnik lokalny powiatu zawierciańskiego, w tym Łaz, Poręby, Włodowic, Pilic, Szczekocin, Żarnowca i Ogrodzieńca. Wydawany od 26 czerwca 2009.

## Stałe działy
- Życie miasta
  - Kornika policyjna i straży
- Sport
- Ogłoszenia
- Co? Gdzie? Kiedy?
  - Książki
  - Informator
  - Prognoza Pogody